# Gianfranco Contri
Gianfranco Contri, né le 27 avril 1970 à Bologne, est un coureur cycliste italien des années 1990. 

## Biographie
Gianfranco Contri a notamment été champion du monde du contre-la-montre par équipes en 1991, 1993 et 1994. Il a également été médaillé d'argent de cette discipline aux Jeux olympiques de 1992 à Barcelone.

## Palmarès
- 1987
  - Coppa San Bernardino
- 1988
  -  Champion du monde du contre-la-montre par équipes juniors (avec Andrea Peron, Gianluca Tarocco et Alessandro Bacciocchini)
- 1991
  -  Champion du monde du contre-la-montre par équipes (avec Flavio Anastasia, Luca Colombo et Andrea Peron)
  -  Contre-la-montre par équipes des Jeux méditerranéens (avec Flavio Anastasia, Luca Colombo et Andrea Peron)
- 1992
  -  Champion d'Italie du contre-la-montre amateurs
  - Duo normand (avec Luca Colombo)
  -  Médaille d'argent du contre-la-montre par équipes aux Jeux olympiques
- 1993
  -  Champion du monde du contre-la-montre par équipes (avec Rossano Brasi, Cristian Salvato et Rosario Fina)
  -  Contre-la-montre par équipes des Jeux méditerranéens (avec Luca Colombo, Cristian Salvato et Francesco Rossano)
  - Grand Prix de la ville de Venise
- 1994
  -  Champion du monde du contre-la-montre par équipes (avec Luca Colombo, Cristian Salvato et Dario Andriotto)
  - Coppa Città di Melzo
  - Duo normand (avec Cristian Salvato)
  - 3e de l'Olympia's Tour
- 1995
  -  Champion d'Italie de poursuite par équipes
  -  Médaillé d'argent au championnat du monde du contre-la-montre militaires
- 1996
  - 7e étape de l'Olympia's Tour
  - 3e de l'Olympia's Tour
- 1997
  -  Champion d'Italie de poursuite par équipes